# 合浦県
合浦県（ごうほ-けん）は中華人民共和国広西チワン族自治区北海市に位置する県。
広東省との境界に位置する山口鎮と沙田鎮にある北部湾沿岸の塩性湿地とマングローブからなる山口マングローブ生態国家級自然保護区はヤエヤマヒルギ、ヒルギダマシなど14種のマングローブ植物の群生地で、クロツラヘラサギの生息地となっている。2002年にラムサール条約に登録された。

## 行政区画
- 鎮:廉州鎮、党江鎮、西場鎮、沙崗鎮、烏家鎮、閘口鎮、公館鎮、白沙鎮、山口鎮、沙田鎮、石湾鎮、石康鎮、常楽鎮、星島湖鎮
- 郷:曲樟郷

## 出身者
- 陳銘枢 - 中華民国の軍人。広東軍の指導者の一人。国民革命軍に属する。反蔣介石派として知られる。